# Artie Ortego
Artie Ortego (né le 9 février 1890 à San Jose, Californie – mort le 21 juillet 1960) à Burbank (Californie), est un acteur américain. 

## Biographie
Artie Ortego est apparu dans plus de 245 films entre 1912 et 1955. Ortego a surtout interprété des cowboys et des Indiens américains dans de nombreux films de western et jouait notamment des scènes de cascades à cheval. Il était également le double de Ramón Novarro dans le film Le Chant du Nil pour les scènes de cascade.

## Filmographie partielle
- 1913 : The Spring in the Desert de Frank Montgomery
- 1914 : A Dream of the Wild  de Frank Montgomery
- 1915 : La Fille du Far West (The Girl of the Golden West) de Cecil B. DeMille : Antonio
- 1916 : American Aristocracy de Lloyd Ingraham
- 1932 : Girl Crazy de William A. Seiter
- 1933 : Le Chant du Nil (The Barbarian) de Sam Wood : doublure, scènes de cascades
- 1934 : À l'ouest des montagnes (West of the Devide) de Robert N. Bradbury : 1er homme de main
- 1934 : L'Homme de l'Utah (The Man from Utah) de Robert N. Bradbury : voleur de la banque / homme de main de Cheyenne Kent
- 1939 : La Chevauchée fantastique (Stagecoach) de John Ford : Barfly
- 1953 : La Taverne des révoltés (The Man Behind the Gun) de Felix E. Feist (rôle non crédité)
- 1954 : Le Défi des flèches (Arrow in the Dust) de Lesley Selander